# دوکی (مهرستان)
دوکی یا هلک اعظم، روستایی در دهستان زابلی بخش مرکزی شهرستان مهرستان در استان سیستان و بلوچستان ایران است.

## جمعیت
بر پایه سرشماری عمومی نفوس و مسکن در سال ۱۳۹۵، جمعیت این روستا برابر با ۱۵۲ نفر (۳۶ خانوار) بوده‌است.